# Campionati mondiali di tiro 1913
I campionati mondiali di tiro 1913 furono la diciassettesima edizione dei campionati mondiali di questa disciplina e si disputarono a Campo Perry. Questa edizione fu organizzata dall'ISSF. La nazione più medagliata fu la Svizzera.

## Risultati

### Uomini

#### Carabina
| Evento                     | Oro                                                                          | Oro       | Argento                                                                      | Argento   | Bronzo                                                                                | Bronzo    |
| Evento                     | Atleta                                                                       | Risultato | Atleta                                                                       | Risultato | Atleta                                                                                | Risultato |
| 300m 3 posizioni           | Konrad Stäheli                                                               | 1030      | Jakob Bryner                                                                 | 994       | Jean Reich                                                                            | 985       |
| 300m a terra               | Achille Paroche                                                              | 358       | Konrad Stäheli                                                               | 355       | John Kneubel                                                                          | 354       |
| 300m in ginocchio          | Konrad Stäheli                                                               | 352       | Mathias Brunner                                                              | 346       | Jean Reich                                                                            | 344       |
| 300m in piedi              | Caspar Widmer                                                                | 334       | Konrad Stäheli                                                               | 323       | Albert Courquin                                                                       | 313       |
| 300m 3 posizioni a squadre | Svizzera Ernst Uhler Mathias Brunner Jean Reich Konrad Stäheli Caspar Widmer | 4959      | Francia Eugène Balme Albert Courquin Léon Johnson Paul Colas Achille Paroche | 4767      | Stati Uniti Ernest Eddy Frederic Heidenreich John Kneubel Cedric Long Edward Sweeting | 4578      |

#### Carabina militare
| Evento            | Oro              | Oro       | Argento         | Argento   | Bronzo             | Bronzo    |
| Evento            | Atleta           | Risultato | Atleta          | Risultato | Atleta             | Risultato |
| 300m 3 posizioni  | Mauritz Eriksson | 485       | Benjamín Tealdi | 481       | Méndez             | 477       |
| 300m a terra      | Pereyra          | 186       | Yáñez           | 179       | Ernest Eddy        | 178       |
| 300m in ginocchio | Tönnes Björkman  | 165       | John Nilsson    | 163       | Otto Christiansson | 161       |
| 300m in piedi     | Mauritz Eriksson | 154       | Pourquala       | 146       | Paul-René Colas    | 145       |

#### Pistola
| Evento        | Oro                                                                           | Oro       | Argento                                                             | Argento   | Bronzo                                                                                            | Bronzo    |
| Evento        | Atleta                                                                        | Risultato | Atleta                                                              | Risultato | Atleta                                                                                            | Risultato |
| 50m           | Vilhelm Carlberg                                                              | 486       | Al Lane                                                             | 486       | Casimir Reuterskiöld                                                                              | 477       |
| 50m a squadre | Stati Uniti James Snook John Dietz Al Lane Clarence McCutcheon Parmly Hanford | 2325      | Francia Girardot Jean Carrére Louis Percy Léon Johnson André Regaud | 2234      | Svezia Vilhelm Carlberg Otto Christiansson Sigvard Hultcrantz Robert Loewman Casimir Reuterskjöld | 2228      |

## Medagliere
Nazione ospitante
| Posiz. | Nazione     | Oro | Argento | Bronzo | Totale |
| ------ | ----------- | --- | ------- | ------ | ------ |
| 1      | Svizzera    | 4   | 4       | 2      | 10     |
| 2      | Svezia      | 4   | 1       | 3      | 8      |
| 3      | Argentina   | 1   | 3       | 1      | 5      |
| 4      | Francia     | 1   | 2       | 2      | 5      |
| 5      | Stati Uniti | 1   | 1       | 3      | 5      |